# إلفيس كريسبو
إلفيس كريسبو دياز (من مواليد 30 يوليو 1971) هو مغني وكاتب أغاني بورتوريكي من نوع الميرينغي. وقد حصل على العديد من الجوائز ، بما في ذلك جائزة غرامي وجائزة غرامي اللاتينية في الميرينغي .